# De Wollebollen
De Wollebollen is het eerste stripverhaal van De Kiekeboes. De reeks wordt getekend door striptekenaar Merho.

## Verhaal
Op vakantie maakt de familie Kiekeboe kennis met ‘’de Wollebollen’’. Deze milieuvriendelijke rode wezentjes houden de bossen schoon. Een heks dwingt hen echter om banken te beroven. Marcel Kiekeboe ontdekt dat Baron de Bruze Agan en Balthazar hierachter zitten en zal dit zaakje oplossen.

## Achtergrond
Dit allereerste album leunt qua plot en sfeer nog erg dicht aan tegen Suske en Wiske en De Smurfen en leunt qua tekenstijl aan bij Pats en Tits, twee reeksen van Studio Vandersteen waar Merho ook aan gewerkt heeft.

## Uitgavegeschiedenis
Het verhaal werd van 15 februari tot en met 1 juni 1977 voorgepubliceerd in de krant Het Laatste Nieuws.